# Chorebus erythrogaster
Chorebus erythrogaster är en stekelart som först beskrevs av Győző Szépligeti 1901.
Chorebus erythrogaster ingår i släktet Chorebus och familjen bracksteklar. Inga underarter finns listade i Catalogue of Life.